# De Villiers Graaff

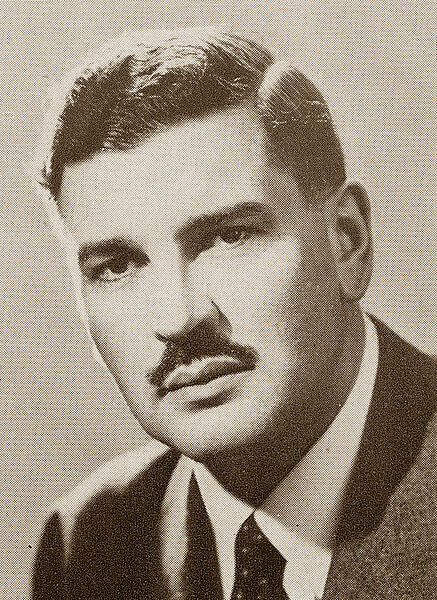
De Villiers Graaff, 1960

Sir David Pieter De Villiers Graaff, 2. Baronet (* 8. Dezember 1913 in Kapstadt; † 4. Oktober 1999 ebenda) war ein südafrikanischer Politiker der United Party.

## Leben
De Villiers Graaff, Sohn des Geschäftsmanns und Politikers David Pieter de Villiers Graaff, wurde 1931 nach dem Tode seines Vaters dessen Nachfolger als 2. Baronet, of Cape Town. 1948 wurde er als Kandidat der United Party (UP) im Wahlkreis Hottentots Holland erstmals zum Abgeordneten der Nationalversammlung gewählt. Bei den Wahlen verlor die von Premierminister Jan Christiaan Smuts geführte Partei ihre Mehrheit an die konservative Nationale Partei, die daraufhin mit Daniel François Malan den neuen Premierminister stellte. Dieser begann mit der Regierungsübernahme im Jahre 1948 die bereits bestehende Rassentrennung in die systematische Politik der Apartheid in Südafrika überführte.
1956 wurde er neuer Vorsitzender der United Party und damit Nachfolger von Jacobus Gideon Nel Strauss, der 1950 Smuts als Parteivorsitzender gefolgt war. Das Amt des Parteivorsitzenden bekleidete De Villiers Graaff bis 1977 und führte als solcher die Opposition gegen die von der Nationalen Partei gestellten Regierungen der Premierminister Johannes Gerhardus Strijdom, Hendrik Frensch Verwoerd und Balthazar Johannes Vorster. Während dieser Zeit sprach sich die UP zwar gegen die Apartheid als System aus, hielt jedoch an der Herrschaft der weißen Minderheit fest. In den späten 1960er Jahren gewann die Partei Unterstützung bei den Gegnern der NP.
1977 wurde die UP aufgelöst und als New Republic Party (Nieuwe Republiek Party) neugegründet. Graaff war noch kurze Zeit deren Übergangsvorsitzender, ehe er zurücktrat und auch sein Mandat in der Nationalversammlung niederlegte.
Nachfolger von De Villiers Graaff, der noch das Ende der Apartheidpolitik 1994 erleben konnte, als Baronet wurde sein Sohn Sir David Graaff, 3. Baronet (* 1940).